# Rana de Loveland

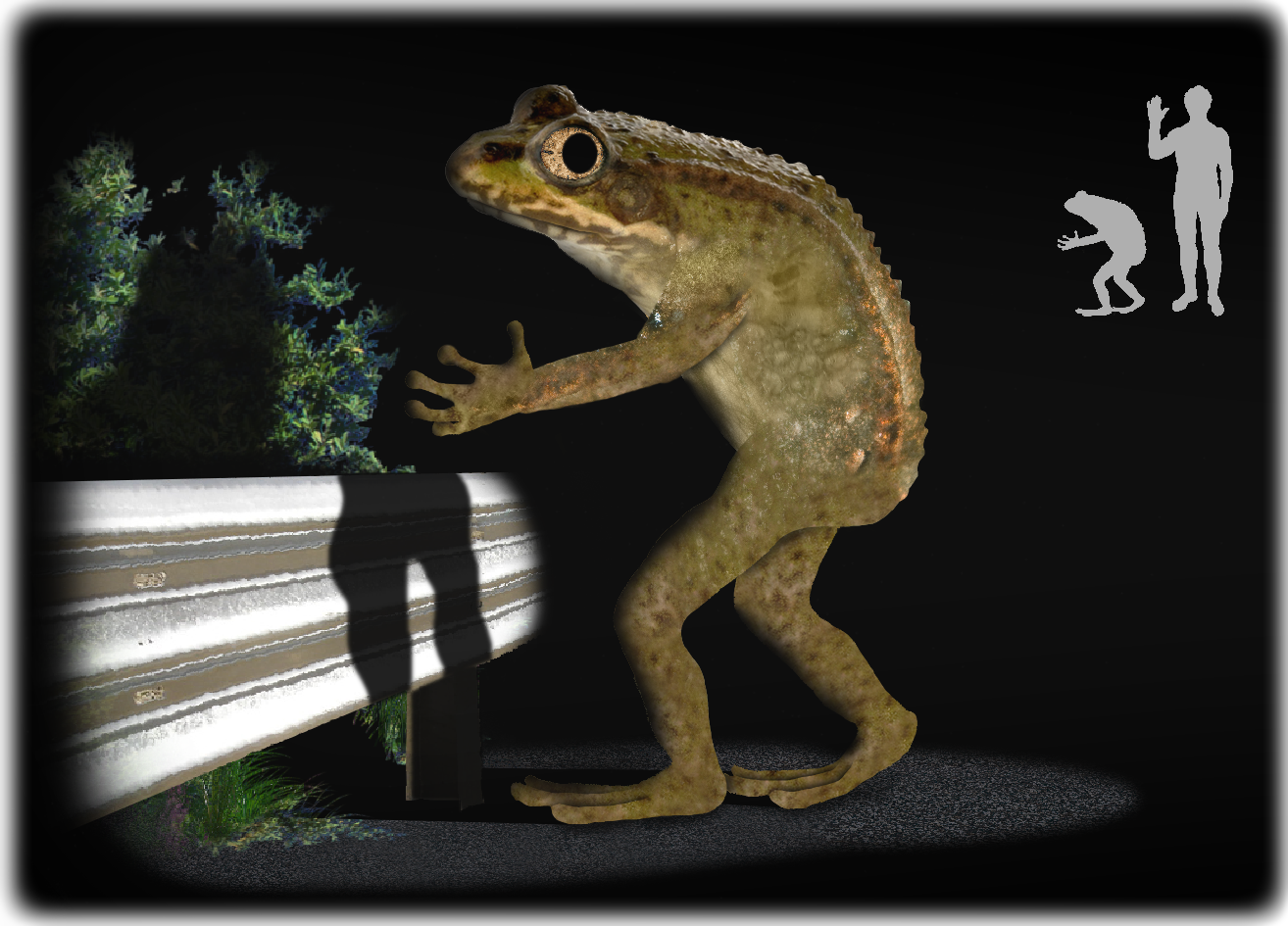
Impresión artística de una rana de Loveland.

La rana de Loveland (Loveland frog, en inglés) es una supuesta criatura pseudocríptida perteneciente a la cultura popular estadounidense. Fue vista por primera vez en Loveland, Ohio, Estados Unidos.

## Descripción
Se trata de una criatura que forma parte del estudio de la Criptozoología y cuya autenticidad no ha sido verificada, ni se han encontrado evidencias físicas de su existencia.
Su aspecto morfológico sería similar al de un humano u Homínido, y su cabeza sería la de reptil o un anfibio (las fuentes no se ponen de acuerdo), su aspecto siendo en definitiva, parecido al de una rana de 1,2 m (4 pies).
Se han relatado supuestos encuentros entre esta criatura y humanos en los años 1955, 1972 y 1998, siempre en lugares cercanos a ríos o lagos, supuestos hábitats de estos animales.
El profesor de folklore de la Universidad de Cincinnati Edgar Slotkin comparó a la rana de Loveland con Paul Bunyan, diciendo que los relatos sobre esta han sido narrados por "varias décadas" y que los reportes de avistamientos parecen surgir en ciclos predecibles.

## En la cultura popular
En mayo de 2014, los incidentes fueron plasmados en un musical titulado Hot Damn! It’s the Loveland Frog!.